# Ivanić Miljanski
Ivanić Miljanski es una localidad de Croacia en el municipio de Zagorska Sela, condado de Krapina-Zagorje.

## Geografía
Se encuentra a una altitud de 274 m s. n. m. a 66,8 km de la capital nacional, Zagreb.

## Demografía
En el censo 2011, el total de población de la localidad fue de 24 habitantes.